# István Batta
István Batta (15. ledna 1955 – 4. července 2014 Holice) byl slovenský politik maďarské národnosti, po sametové revoluci československý poslanec Sněmovny národů za hnutí Együttélés.

## Biografie
Vystudoval Agronomickou fakultu Vysoké školy zemědělské v Brně, Univerzitu L. Eötvöse v Budapešti a vysokoškolské vzdělání nabyl též na Univerzitě J. Selyeho v Komárně. Angažoval se v reformované církvi na Slovensku jako mluvčí a radní pro zahraniční záležitosti.
Patřil mezi hlavní funkcionáře hnutí Együttélés. Ve volbách roku 1990 byl zvolen do slovenské části Sněmovny národů (volební obvod Středoslovenský kraj) za Együttélés, respektive za koalici Együttélés a Maďarského křesťanskodemokratického hnutí. Poslanecký post obhájil ve volbách roku 1992. Ve Federálním shromáždění setrval do zániku Československa v prosinci 1992.
Zemřel tragicky v červenci 2014 při dopravní nehodě poblíž obce Holice na jižním Slovensku.